# Kovhanivka, Brusîliv
Kovhanivka (în ucraineană Ковганівка) este un sat în comuna Misteciko din raionul Brusîliv, regiunea Jîtomîr, Ucraina.

## Demografie
Componența lingvistică a localității Kovhanivka
     Ucraineană (96,92%)
     Rusă (2,31%)
     Alte limbi (0,77%)
Conform recensământului din 2001, majoritatea populației localității Kovhanivka era vorbitoare de ucraineană (96,92%), existând în minoritate și vorbitori de rusă (2,31%).